# 張怡
張怡（1608年—1695年），初名鹿徵，字瑶星，明亡後曾改名為遺以表終老遺民之志，清廷統治鞏固後，復改名怡。南直隸上元人。
張可大之子。萬曆三十六年生，早年為諸生。父於吳橋兵變時戰死，怡以蔭授錦衣衛千戶，入京侍衛。崇禎帝自縊煤山，獨守靈戴孝。李自成進據北京，逼降，不從。後乘便南逃。弘光朝仍任錦衣千户。明亡後寄生於南京栖霞山白雲庵，五十餘年不入集市，人称白雲先生。所與交游多明遺老，如方以智、髡殘、方舟（方苞兄）、周在濬（周亮工長子）等。孔尚任写有《白雲庵訪張瑶星道士》一詩。康熙三十四年卒。著述頗豐，有《白雲集》、《玉光劍氣集》、《謏闻续笔》等傳世。